# バリライト
バリライト（VARI*LITE,vari-lite,Vari*Lite）は、主にコンサート会場や舞台上で用いられる照明装置であり、Genlyte Thomas Group LLC社の登録商標・製品名である。

## 概説
バリライトは、色彩・光量・光の方向等を多数のライトで自由自在かつ効果的に用いることができる遠隔操作システムである。今日のロックコンサートや演劇、テレビなどで頻繁に用いられている照明器具　ムービングライトの先駆けである。
バリライト以外にも他メーカーにより数多くの製品が開発販売されていて、このような照明器具を称してムービングライトと呼ばれている。
光源にはアーク電球が用いられるが、タングステン電球を用いたタイプもある。光源は熱を持つことから空冷ファンを装備している。
旧バリライト社が開発製造していた頃は、操作卓と灯具の両方をシステムとして開発していた。初期の制御システム「Series 100(シリーズ100)」から、制御システムが「Series 200(シリー200)」、「Series 300(シリーズ300)」と進化するたびに新機種(下記)が発表されていた。この頃に登場した機種はレンタル専用のため販売はされていない。すでにレンタル自体も終了している機種もある。

その後、販売用に開発された機種とコンソール「Virtuoso」が発売されるようになるが、Genlyte Thomas Group LLC社がVari-Liteブランドと製造権を所有すようになってからコンソールの販売は終了している。旧バリライト社のスタッフはGenlyte Thomas Group LLC社とPRGに分かれている。

### 沿革
1981年9月､ジェネシスのABACABワールドツアーで初めて用いられた（スペイン・バルセロナにて）。これは前年である1980年にテキサス州ダラスの新興会社であるShowco社が実験的に製作していた製品をジェネシスのメンバーのところに持ち込んだものであり、「バリライト」の命名は当時ジェネシスのマネージャーだったトニー・スミスによるものであった。
Series 100 と Series 200システムの考案者はJim Bornhorst氏、 Brooks Taylor氏 、John Covington氏 とTom Walsh氏である。
Jim Bornhorst氏は1991年と1994年にエミー賞を受賞した。

## 機種
Series 100 とSeries 200 までの機種はバリライト専用操作卓でのみ操作が可能であった。Series 300からはDMX512信号にも対応するようになったため、他メーカー製 のあらゆるDMX512操作卓でもバリライトの操作が可能になった。後に、Series 200専用機種もDMX512信号を変換するインターフェースが生産されたためDMX512操作卓での操作が可能になった。

### Series 100
1981年登場
現在ではすでに使用されていないSeries 100操作卓は「VL1」専用卓であった。 コンソールとコンピューターラック、白黒のモニターテレビで構成されていた。通信方法はデジタルシリアルリンク。メモリー数はMAXで239個であった。この時代のコンピューター事情からすると無理もない。現在のムービングライト操作卓には定番のエンコーダーホイールをこの時にすでに装備していた。また、電球を卓でリモート点灯・消灯するためのLamp専用ボタンが、この時よりVARI-LITE製の卓には備わっていた。
VL1 Spot Luminaire

Lamp : GE Marc 350 メタルハライド　ランプ.

Colours : 8ポジション ( Open + 7ダイクロイック フィルター )のホイールが3枚.

Beam/Gobo :8 ポジション ( Open + Gobosが数枚とビームサイズ用の大中小の丸い穴が数枚)のホイールが1枚

Pan & Tilt : DC サーボドライブ.

Intensity : メカニカルアイリス ( DCサーボ ).

### Series 200
1986年登場

Series 200システムの操作卓は名機 Artisan (アルチザン）コントロールコンソールである。技術的な大きな特徴は2方向デジタルデーターリンクである。
Artisan とON LINE接続されているバリライト灯具の状態（球切れ、機材のコンディションなど）をコンソールで確認することができるようになった。またVLDインターフェースによりバリライト以外の照明器具を調光することもできるようになった。後にDMX-512を出力するインターフェースUDMが登場し、他メーカーのムービングライトもコントロールできるようになる。
コンソールには当時としてはハイテクであったタッチパネルを標準搭載していた。その後、Artisanより小型の卓、mini-Artisanとmini-Artisan 2も登場した。

数回のアップグレードにより最終バージョンでは1000チャンネルまで操作が可能になり1チャンネルにつき2000キューまで記憶が可能になっていた。
VL2  Spot Luminaire

Lamp : HTI-250 メタルハライドアーク ランプ.

Colours :16ポジション ( Open + 15 ダイクロイック　フィルター )のホイールが2枚.

Gobo :10 ポジション ( Open ＋ 9 Gobos )のホイールが1枚

Beam : 可変アイリス

Lens :リモートフォーカス

Pan & Tilt : DC サーボドライブ

Intensity : メカニカル　アイリス (ステッパーモーター).

VL3  Wash Luminaire

Lamp : カスタム　475W 53V タングステン　ハロゲンランプ.

Colours : 3 カラーミキシング ( CMY ) Cyan, Magenta, Yellow ( DICHRO*TUNE カラーミキシング).

Beam : 可変ディフュージョン

Pan & Tilt :DC サーボドライブ

Intensity :内蔵ディマー

VL2B  Spot Luminaire　VL2をコンバート

Lamp : HTI-400SE lamp

Colour correction filter (3200 K) をカラーホイールに追加

アイリスモーターのレゾリューションを向上させた.

VL4  Wash Luminaire

Lamp : HTI-400SE メタルハライドアーク ランプ.

Colours : 3 カラーミキシング ( CMY ) Cyan, Magenta, Yellow.

Beam : 可変ディフュージョン & ビームサイズ.

Pan & Tilt : DC サーボドライブ.

Intensity : メカニカルディマー.

Strobe : メカニカル　シャッター.

VL2C  Spot Luminaire　VL2Bをコンバート

Lamp :HTI-600SE lamp

電球の変更に伴いクーリングシステムをパワーアップさせた（弊害としてファンの音が大きくなった)

### Series 300
1992-1993年登場

VL5 Wash Luminaire
VL5Arc Wash Luminaire
VL5B Wash Luminaire
VL6 Spot Luminaire
VL6B Spot Luminaire
VL6C Spot Luminaire
VL7 Spot Luminaire
VL7B Spot Luminaire
VLM Moving Mirror

### Series 500
VL500 Wash Luminaire
VL500D Wash Luminaire
VL500 80v Wash Luminaire
VL500A Wash Luminaire

### Series 1000
VL1000 ERS Tunsten
VL1000 ERS Arc

### Series 2000
VL2201 Spot Luminaire
VL2202 , Renamed VL2000 Spot Luminaire
VL2402 Renamed VL2000 Wash Luminaire
VL2416 Wash Luminaire
VL2500 Spot Luminaire
VL2500 Spot Luminaire

### Series 3000
VL3000 Spot Luminaire
VL3000Q Spot Luminaire
VL3000Q Wash Luminaire
VL3500 Spot Luminaire
VL3500Q Spot Luminaire